# Manuel María Sotelo
Fray Manuel María Sotelo fue un humanista y latinista español de la primera mitad del siglo XIX.

## Biografía
Poco se sabe sobre él. Natural de Sevilla, fue fraile dominico exclaustrado, catedrático de latinidad y retórica del Colegio de Santo Tomás en Sevilla durante más de treinta años y socio de la Real Academia Latina Matritense. Entre sus discípulos tuvo al poeta, traductor y político Gabriel García Tassara, quien siempre le quedó reconocido dedicándole alguno de sus poemas. Según Francisco Aguilar Piñal, reformó e imprimió en 1818 el Tratado de la sintaxis o construcción de la lengua latina para el uso de las escuelas del colegio mayor de Santo Tomás de Sevilla del dominico fray Fernando Reinoso (1732-1795), al que al parecer sustituyó en el colegio de Santo Tomás.

## Obras
- Observaciones utilísimas para facilitar la traducción del latín al castellano: acomodadas, por su estilo, y distribución metódica, a la capacidad de los niños: y algunas generales al fin, para los mas adelantados, sobre la version de los poetas, y de los libros sagrados Sevilla: Imprenta de la Viuda de Vázquez y Compañía, 1828. Se reimprimió en Sevilla: D. A. Álvarez, 1848.
- Contra praeproperam in tradendis percipiendisque litteris festinationem: oratio habita XV kalendas novembres anni MDCCCXXVII in Majori Collegio Sti. Thomae Aquin. Hispalensi. Hispali: apud Viduam Vazquezii et Socium, 1827.
- De vera et falsa philosophia seu de sanis insanisque philosophis dignoscendis: oratio habita quinto decimo kalendas novembris anno MDCCCXXVI in Majori Collegio Sancti Thomae Aquinatis hispalensi Hispali: apud viduam Vazquezii et socium, 1826.